# Suprarreciclaje
El suprarreciclaje o supraciclaje (del inglés upcycling), también conocido como sobreciclaje o reutilización creativa, es el aprovechamiento de productos, materiales de desecho o residuos para fabricar nuevos materiales o productos de mayor calidad, mayor valor ecológico y mayor valor económico. El suprarreciclaje es una de las prácticas de la Economía Circular. Su mayor diferencia con otros procesos como el reciclaje es que el resultado final es de mayor calidad y valor ecológico, y no intenta continuar con modelos lineales como la producción de objetos de un solo uso ni con la degradación o descomposición de materiales.
De esta forma se alarga la vida útil del producto, se permiten crear nuevos artículos y se reduce el consumo de materias primas vírgenes. El ideal de este concepto es dar una segunda oportunidad a los objetos destinados a la basura de una forma diferente, apuntado a un resultado mejor que el original. 
Elementos del suprarreciclaje
A continuación expondremos una propuesta de por qué los elementos deben ser los esenciales para considerar que estamos frente a un producto fabricado bajo la técnica del suprarreciclaje, elementos que de faltar en un producto, derivarían en una calificación distinta, estos son:
i.	Transformación de uno o más residuos: Para determinar si estamos frente a un producto fabricado con la técnica del suprarreciclaje, debemos atenernos primeramente a su composición física o material, entendiéndose como tal todos aquellos materiales que fueron utilizados en la fabricación de ese producto, pudiendo ser uno, o muchos, Lo importante es que para estar frente a un producto fabricado con la técnica del suprarreciclaje éste debe contener al menos un porcentaje de su composición con material reutilizado, medible en su peso corporal.
ii.	Mayor valor: El producto fabricado con esta técnica debe necesariamente tener un mayor valor que el residuo original, y este debe ser  determinable, debe pasar a formar parte de un nuevo producto de mayor valor pecuniario que el residuo reutilizado, de lo contrario estaríamos hablando de infrarreciclaje.
iii.	Prolongar la vida del producto: El objetivo principal de esta técnica es aumentar los ciclos de vida de estos materiales reutilizados, y la forma es transformarlos en nuevos productos más macizos o de mayor volumen, cuya utilidad sea más prolongada. La finalidad de esto es simplemente evitar que el material vuelva una y otra vez a los contenedores de basura, donde actualmente los porcentajes de reciclaje son menores al 10% en promedio en el mundo.
Es decir, estos elementos buscan identificar qué productos buscan sacar la mayor cantidad de material reutilizable de la cadena y darle una vida más prolongada a los mismos; así se recompone el verdadero equilibrio entre nuestra existencia como especie y el medio ambiente. Por decirlo de otra forma, mientras más basura generemos, más basura vertimos al planeta. Debemos reciclar, infrarreciclar y por sobre todo suprarreciclar toda nuestra basura, y no importa cuánto tiempo y recursos necesitemos, estaremos invirtiendo en nuestra propia supervivencia, y ninguna inversión es más importante que esa.

## Diseño
Todos los días se producen toneladas de desechos en nuestras ciudades, y algunos educadores intentan aumentar la conciencia de los ciudadanos, especialmente de los jóvenes. Para redefinir el concepto de reciclaje previamente limitado a la categorización de la basura, grupos de jóvenes diseñadores han intentado transformar la "basura" en productos potencialmente comercializables. Abarcando la recopilación de materiales, el diseño de suprarreciclaje, la producción local y la difusión pública, ofrece propuestas hacia un sistema sostenible que tendrá impacto en nuestras estrategias de manejo de desechos y ahorro de energía. Hoy en día es visible en el diseño de mobiliario de hogar y de locales comerciales.

## Moda
Los diseñadores han comenzado a utilizar tanto los desperdicios textiles industriales como la ropa existente como material de base para crear nuevas prendas o accesorios. Se sabe que el suprarreciclaje utiliza residuos preconsumo o posconsumo o posiblemente una combinación de ambos. Los residuos de preconsumo se hacen en la fábrica, como los restos de telas que quedan de los patrones de corte. Los residuos posconsumo se refieren al producto terminado cuando ya no es útil para el propietario, como la ropa donada.
A menudo, las personas practican la economía lineal donde se contentan con comprar, usar y luego tirar. Este sistema contribuye a que se desechen millones de kilos de desechos textiles y hace que la moda sea la segunda industria más contaminante después del petróleo. mientras que la mayoría de los textiles producidos son reciclables, alrededor del 85% termina en vertederos solo en los Estados Unidos. Las empresas de moda rápida son grandes contribuyentes a estos problemas, ya que su propósito principal es producir en masa ropa barata.
Para vivir una vida sostenible, se necesitan opciones de ropa opuestas a la actitud de "desecho" fomentada por la moda rápida. El suprarreciclaje puede ayudar con esto, ya que pone en práctica un modelo de economía más circular. Una economía circular es donde los recursos se utilizan durante el mayor tiempo posible, obteniendo el mayor valor de ellos mientras están en uso, y luego restaurados y reutilizados cuando se termina su uso. Popularizado por McDonough y Braungart, esto también se conoce como el principio de "cuna a cuna". Este principio establece que un producto debe diseñarse para tener múltiples ciclos de vida o ser biodegradable.
El reciclaje no solo ayuda al medio ambiente, sino que también ofrece beneficios económicos. Al reutilizar materiales que otros no pueden encontrar como deseables, se pueden hacer grandes ahorros en la compra de suministros para uso comercial o personal. En las escuelas o la universidad, el reciclaje para el arte, la artesanía y el diseño puede ser una forma fácil y barata de crear un prototipo o terminar un proyecto estudiantil. También puede haber un beneficio económico con el producto final. Por definición, suprarreciclaje significa aumentar el valor del producto original y esto puede hacerse cambiando y agregando un toque personal al diseño o mejorando la calidad del material o arreglando la ropa rota.

## Arte
La tradición de reutilizar objetos encontrados (objet trouvé) en el arte generalizado creció de manera esporádica hasta el siglo XX, aunque durante mucho tiempo ha sido un medio de producción en arte popular. El edredón Amish , por ejemplo, se produjo a través de una nueva aplicación de tejido recuperado. El Watts Towers de Simon Rodia (1921-1954) en Los Ángeles ejemplifica el reciclado de chatarra, cerámica y vidrios rotos a gran escala; consta de 17 estructuras, la más alta que alcanza más de 30 metros en el horizonte Watts.
Intelectualmente, el suprarreciclaje tiene cierta semejanza con el arte encontrado de Marcel Duchamp y los dadaístas. La Rueda de bicicleta de Duchamp (1913), una rueda delantera y una horquilla unidas a un taburete común, se encuentra entre las primeras obras, mientras que su trabajo, posiblemente el más conocido, La fuente (1917), es un urinario común comprado en una ferretería. Bull's Head de Pablo Picasso (1942), una escultura hecha de una silla de bicicleta y un manillar desechados, es el gesto astuto del pintor español a los dadaístas.
A lo largo de la mitad del siglo, el artista Joseph Cornell fabricó collages y obras en caja assemblage de libros antiguos, objetos encontrados y ephemera. Robert Rauschenberg recojó basura y objetos en desuso, primero en Marruecos y luego en las calles de Nueva York, para incorporarlos a sus obras de arte.
La idea de elevar conscientemente el valor inherente de los objetos reciclados como una declaración política, sin embargo, en lugar de presentar los objetos reciclados como un reflejo o resultado de los medios de producción, es en gran medida un concepto de finales del siglo XX. Romuald Hazoumé, un artista de África Occidental n Bénin, fue anunciado en 2007 por su uso de botes de gasolina y combustible de plástico desechados para parecerse a las máscaras africanas tradicionales en Documenta 12 en Kassel, Alemania. Hazoumé ha dicho de estas obras: "Le envío a Occidente lo que les pertenece, es decir, el rechazo de la sociedad de consumo que nos invade todos los días".
[Jeff Wassmann], un artista estadounidense que ha vivido en Australia durante los últimos 25 años, utiliza artículos que se encuentran en playas y tiendas de chatarra en sus viajes para crear las primeras obras modernas de un familiar ficticio alemán, Johann Dieter Wassmann (1841-1898). En " Vorwarts  (Go Forward)" (en la foto), Wassmann usa cuatro objetos simples para representar una visión del hombre moderno en el precario alero del siglo XX: una tabla de optometría temprana como fondo, un reloj de primavera como ojo, una cuchara china de opio de hueso del siglo XIX de los campos de oro australianos como nariz y un conjunto superior de dentaduras que se encuentra en una playa australiana como boca. Wassmann es inusual entre los artistas, ya que no vende su obra, sino que se presentan como regalos; al no permitir que estas obras vuelvan a entrar en el ciclo del consumidor, evita la mercantilización de su producto final. Max Zorn es un artista de cintas holandés que crea obras de arte a partir de una cinta de embalaje marrón común y cuelga piezas de lámparas de calle como una nueva forma de arte callejero por la noche. Al agregar y restar capas de cinta en vidrio acrílico con un bisturí quirúrgico, la ilustración solo puede ser visible cuando se coloca luz detrás de ella, imitando los efectos similares a los métodos de ventanas vidrieras. Su técnica con el pionero del upcycling con arte urbano se ha presentado en Frei-Cycle 2013, la primera feria de diseño para reciclaje y upcycling en Friburgo, Alemania.

## Música
El ejemplo destacado es la Recycled Orchestra of Cateura en Paraguay, creada en 2006 por el programa Sounds of the Earth , dirigido por Luis Szaran. Los instrumentos de la orquesta están hechos de materiales tomados del relleno sanitario de Asunción, cuyo nombre proviene de la laguna Cateura de la zona. Una parte limitada de su historia real se narra en la película Landfill Harmonic, según la versión de Favio Chavez, excoordinador de Sounds of the Earth.
En mayo de 2016, un miembro original de la orquesta. y dos miembros de la asociación de padres. Quien ayudó a construir el edificio actual de la escuela de música Cateura; presentó una denuncia ante la Fiscalía contra la administración del director, por supuesta falta de transparencia.

## Industria
Muchos procesos industriales, como la fabricación plástica y electrónica, dependen del consumo de recursos finitos. Además, los residuos pueden tener un impacto ambiental y pueden afectar la salud humana. En este contexto, el reciclado describe el uso de tecnologías disponibles y futuras para reducir el desperdicio y consumo de recursos al crear un producto con un mayor valor a partir de flujos de subproductos o desechos. En la electrónica de consumo, el proceso de refabricación o rehabilitación de productos de segunda mano puede verse como un reciclado debido a la reducción del consumo de energía y materiales en contraste con la nueva fabricación. El producto remanufacturado tiene un valor más alto que desecharlo o reciclarlo.
El uso de Grano agotado de Brewer, un producto de desecho de elaboración de cerveza procesos, como sustrato en biogás procesos elimina la necesidad de eliminación y puede generar una significativa Beneficio para el proceso de elaboración de la cerveza en general. Dependiendo del precio del sustrato, es posible obtener un beneficio de aproximadamente el 20% de los costos operativos. En este proceso, la planta de biogás supone un suprarreciclaje.

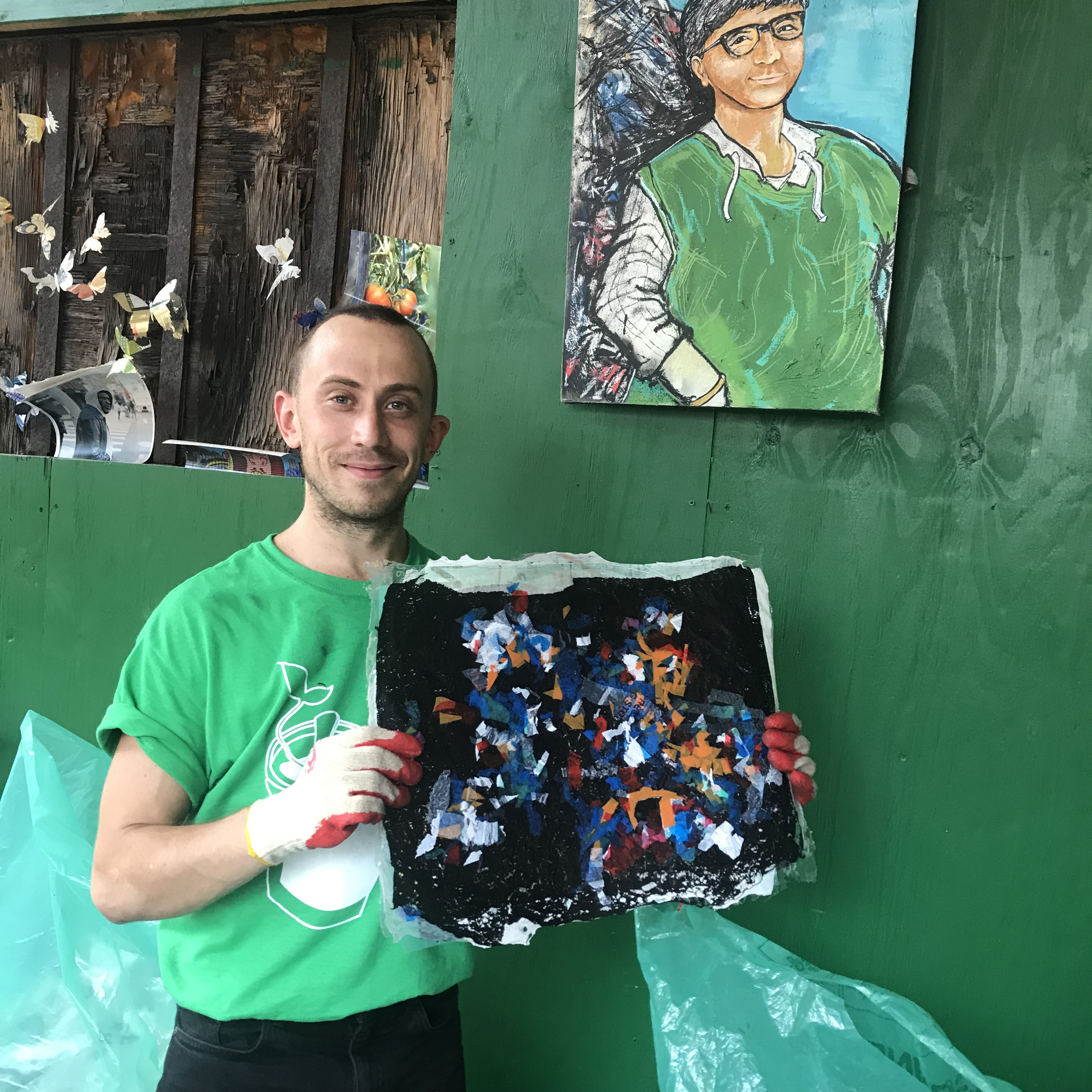
Un empleado de Sure We Can sostiene una muestra de filme de plástico de suprareciclaje, producto en el cual se está trabajando en el centro de reciclaje

## Tecnología
La producción plástica mundial fue de 280 millones de toneladas en 2011 y los niveles de producción están creciendo cada año. Los desechos causan graves daños ambientales como la creación del isla de basura del Pacífico. Para resolver este problema, el empleo de tecnologías y procesos modernos para reutilizar los desechos están investigándose. El objetivo es traer este material de la corriente de desechos nuevamente a la corriente principal mediante el desarrollo de procesos que crearán una demanda económica para ellos.
Un enfoque en el campo involucra la conversión de plásticos de desecho (como LDPE, PET y HDPE) en paramagnéticos, realizando microesferas o en nanomateriales de carbono aplicando altas temperaturas y deposición química de vapor.
A nivel molecular, el tratamiento de polímeros como polipropileno o termoplásticos con haz de electrones a dosis alrededor de 150 kGy) puede aumentar propiedades del material como resistencia a la flexión y elasticidad y proporciona una forma ecológica y sostenible para reciclarlos.
Se está llevando a cabo una investigación activa para el biotransformación del reciclado de los desechos plásticos (por ejemplo, polietileno tereftalato y poliuretano) en PHA bioplástico usando bacterias. El PET podría convertirse en los PHA biodegradables mediante el uso de una combinación de temperatura y tratamiento microbiano. Primero se obtiene pirolizado a 450 °C y el ácido tereftálico resultante se utiliza como sustrato para microorganismos, que finalmente lo convierten en PHA. Similar al enfoque mencionado anteriormente es la combinación de nanomateriales como nanotubos de carbono con cáscara de naranja en polvo como material compuesto. Esto podría usarse para eliminar colorantes sintéticos de aguas residuales.
Las empresas de Biotecnología han cambiado recientemente su enfoque hacia la conversión de desechos agrícolas, o biomasa, a diferentes productos químicos o productos. Una compañía en particular, BioTork, ha firmado un acuerdo con el Estado de Hawái y USDA para convertir las papayas no comercializables en Hawái en alimento para peces. Como parte de esta Iniciativa de Desecho Cero presentada por el estado de Hawái, BioTork reciclará la biomasa que de otra manera se perdería en un alimento para peces omega rico en alta calidad.